# Rhamnella martinii
Rhamnella martinii är en brakvedsväxtart som först beskrevs av H. Lév., och fick sitt nu gällande namn av Schneid.. Rhamnella martinii ingår i släktet Rhamnella och familjen brakvedsväxter. Inga underarter finns listade i Catalogue of Life.